# SThree
SThree plc er et britisk internationalt rekrutteringsbureau med hovedkvarter i London. De er ca. 3.200 ansatte og omsætter for 1,639 mia. britiske pund (2022).
Virksomheden blev etableret af Bill Bottriell og Simon Arber som et rekrutteringsbureau i 1986. I 2005 blev selskabet børsnoteret på London Stock Exchange.